# Marianne på sykehus
Marianne på sykehus är en norsk svartvit dramafilm för barn från 1950. Filmen regisserades av Titus Vibe-Müller som även skrev manus. Filmen gjordes på uppdrag av Sosialdepartementet, Rikstrygdeverket och Rikshospitalet där budskapet var att barn inte ska vara rädda för sjukhus.

## Handling
Marianne råkar svälja en nål när hon äter havregrynsgröt. Hon skickas i ilfart med flyg från Lillesand till Oslo där hon blir intagen på sjukhus. Hon röntgas och skickas därefter till operation. Marianne får under sjukhusvistelsen många vänner, både bland de anställda och bland de andra patienterna.

## Medverkande
- Nikolai Nissen Paus – sig själv
- Knut Wigert – kommentatorsröst

## Om filmen
Filmen var Vibe-Müllers tredje filmregi efter To liv (1946) och Kampen om atombomben (1948) och var också hans första film för barn. Den producerades av bolagen Norsk Film A/S och Statens filmsentral och bygger på Odd Brochmanns barnbok med samma namn. Fotot togs av Per Gunnar Jonson. Filmen klipptes av Vibe-Müller och premiärvisades den 4 december 1950 i Oslo. Den distribuerades av Kommunenes filmcentral.

## Musik
- "Mariannes melodi", musik: Christian Hartmann, text: Alf Rød[1]
- "Mariannes drømmer", musik: Christian Hartmann, text: Alf Rød[1]